# Liga Venezolana de Béisbol Profesional
La Liga Venezolana de Béisbol Profesional (LVBP), è la lega di baseball professionistico di maggiore livello in Venezuela, costituita da otto squadre che competono tra loro da fine novembre fino alle finali di gennaio dell'anno seguente.
Alla fine della stagione, la squadra campione rappresenta il Venezuela nella Serie del Caribe, competendo insieme ai campioni delle leghe di Colombia, Messico, Panama, Porto Rico e Repubblica Dominicana.

## Storia

### Precedenti
Il baseball iniziò a crescere in Venezuela nel 1941, dopo le vittorie della selezione di baseball del Venezuela nella Coppa Mondiale di Baseball nelle edizioni del 1941, 1944 e 1945. Nacque pertanto il baseball professionistico in Venezuela che attirò molti giocatori del Caribe e degli Stati Uniti. Questo era dimostrato dalla contrattazione di giocatori stellari come Ramón Bragaña, Martín Dihigo, Oscar Estrada, Manuel García, Bertrum Hunter, Roy Campanella, Sam Jethroe, Satchel Paige e Roy Welmaker.

### Inizio della Lega
Il 27 dicembre 1945, i proprietari delle squadre Cervecería Caracas, Magallanes, Sabios del Vargas e Patriotas de Venezuela costituirono la Lega Venezuelana di baseball professionistico.
La lega venne registrata formalmente nel gennaio di 1946 e il 12 gennaio di quello stesso anno, organizzò il primo campionato professionistico di baseball con la partecipazione di quelle quattro squadre. La prima partita si disputò tra i Patriotas de Venezuela e Magallanes e fu vinta da quest'ultima, anche se la squadra dei Sabios del Vargas fu campione della Lega, con un bilancio di 18 vittorie e 12 sconfitte.
Tra 1952 e 1953 vennero apportate modifiche significative; la Cervecería Caracas venne venduta e creò un altro franchising chiamato da allora Leones del Caracas, mentre Sabios del Vargas e Patriotas de Venezuela si ritirarono dal campionato per problemi economici.
Data l'assenza di tante squadre, nella stagione 1953-1954 si decise invitare due squadre dello Stato di Zulia, che aveva la sua propria lega (Lega Occidentale), Gavilanes e Pastora; i Patriotas de Venezuela rientrarono nella stagione 1954-55 e i Sabios del Vargas vennero sostituiti dalla Santa Marta, la quale modificò il suo nome l'anno seguente (1955) passando dal franchising della città del La Guaira a Valenzia col nome Industriales de Valencia. Quello stesso anno avvenne un altro cambio di nome, i Patriotas de Venezuela divennero Licoreros del Pampero di proprietà di una distilleria venezuelana. Nella stagione 1956-57 i Magallanes scomparvero e al loro posto subentrarono gli Indios de Oriente.
Nella stagione 1957-58 la Lega stabilì alcuni cambi. Si dovevano disputare i campionati della Lega Occidentale, della Lega Centrale della lega Orientale, e i vincenti di ogni lega avrebbero disputato delle partite aggiuntive per determinare la squadra che avrebbe rappresentato il Venezuela nella Serie del Caribe.
La stagione 1959-60 non venne conclusa per un conflitto tra l'associazione dei giocatori e i dirigenti dei altri sulla eliminazione dei play offs chiesta dai giocatori. Pampero vendette il suo franchising, per la stagione 1962-63, alla nuova squadra dei Tiburones de La Guaira.
Nella stagione 1964-65 abbandonarono le Estrellas Orientales e fecero il loro rientro i Magallanes, questa volta sotto il nome di Navegantes del Magallanes. Tutte le squadre giocavano a Caracas meno l'Industriales de Valenzia.

### Prima espansione
Nel 1964 la Lega giunse ad avere sei squadre con l'aggiunta dei Cardenales de Lara e le Tigres de Aragua. Nel 1968 gli Industriales de Valenzia si trasferirono ad Acarigua cambiando denominazione in Llaneros de Acarigua, ma disputarono unicamente quella stagione, perché nel 1968/1969 vennero sostituiti dalle Águilas del Zulia (eredi del franchising originalmente chiamato Sabies del Vargas). In quell'anno i Navegantes del Magallanes spostano la loro sede da Caracas a Valenzia. In cinque anni la Lega era profondamente cambiata, visto che le squadre non erano più concentrate a Caracas, ma anche a Barquisimeto, Maracay, Maracaibo e Valenzia.
La stagione 1973-1974 venne sospesa per un secondo sciopero dei giocatori nei confronti dei proprietari delle squadre. Nel 1975 nacque una nuova squadra, dalla fusione tra i Leones del Caracas i Tiburones de La Guaira.

### Seconda espansione

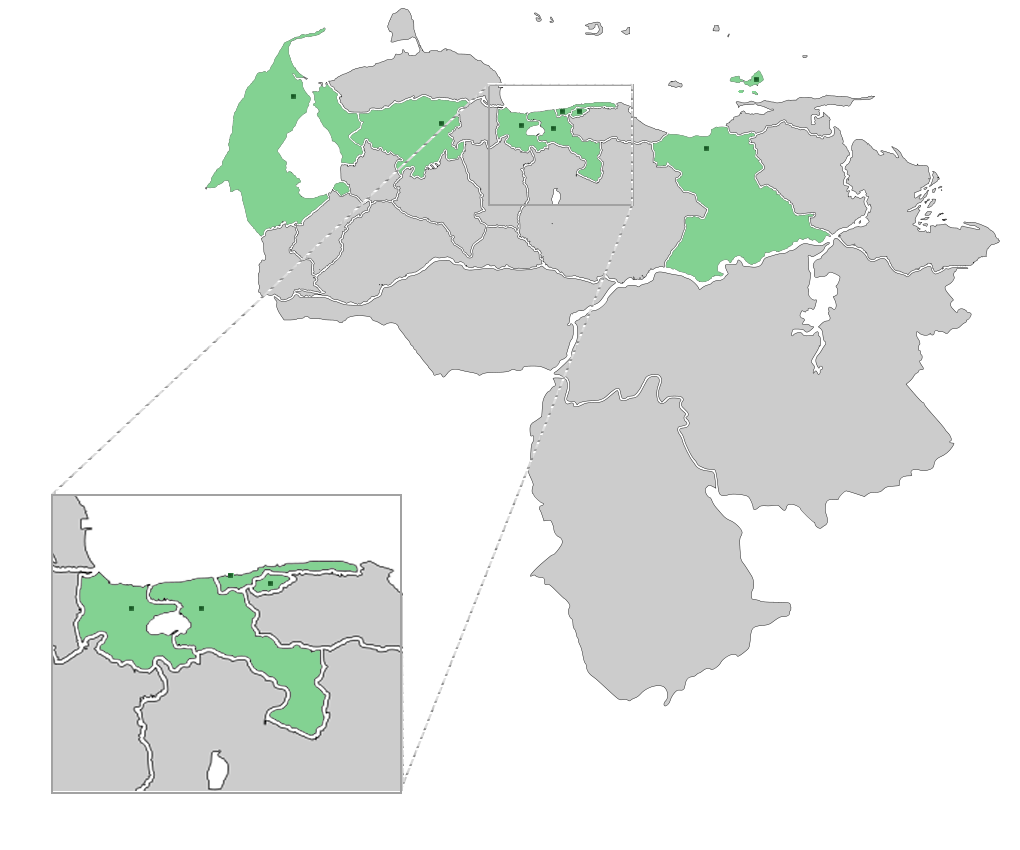
Seconda espansione

Nel 1991 la Lega divenne a otto squadre, con l'inclusione dei Caribes de Anzoátegui (prima Caribes die Oriente) e i Petroleros de Cabimas. Quest'ultima squadra cambiò il nome nella stagione di 1995-1996 divenendo Pastora de Occidente, con sede a Maracaibo; nella stagione di 1997-1998 tornarono a cambiare di nome, chiamandosi adesso Pastora de Los Llanos, con nuova sede ad Acarigua. Nella stagione 2007-2008, cambiarono nuovamente il nome in Bravos de Margarita con sede a Porlamar.
Nel maggio del 2006, alla convenzione annuale della Lega, per la prima volta si discusse di una terza espansione, con l'ingresso di altre due squadre, quella di Santo Cristóbal denominata Toros del Táchira e i Diamantes de Guayana con sede a Città Guayana.

## Squadre
| Squadra                   | Città/Entità federale       | Stadio                            | Fondazione       | Stagione  | Titoli di Lega | Titoli del Caribe |
| ------------------------- | --------------------------- | --------------------------------- | ---------------- | --------- | -------------- | ----------------- |
| Aquile del Zulia          | Maracaibo, Zulia            | Stadio Luis Aparicio              | 18 novembre 1968 | 1969−1970 | 6              | 2                 |
| Bravos de Margarita       | Porlamar, Nueva Esparta     | Stadio Nuovo Esparta              | 12 luglio 2007   | 2007-2008 | 0              | 0                 |
| Cardinales de Lara        | Barquisimeto, Lara          | Stadio Antonio #Herrera Gutiérrez | 5 novembre 1942  | 1965-1966 | 6              | 0                 |
| Caribes di Anzoátegui     | Puerto La Cruz, Anzoátegui  | Stadio Alfonso Carrasquel         | 15 luglio 1987   | 1991-1992 | 4              | 0                 |
| Leones del Caracas        | Caracas, Distretto Capitale | Stadio Universitario di Caracas   | 10 maggio 1942   | 1946      | 20             | 2                 |
| Navegantes del Magallanes | Valenzia, Carabobo          | Stadio José Bernardo Pérez        | 26 ottobre 1917  | 1946      | 12             | 2                 |
| Squalos de La Guaira      | La Guaira, La Guaira        | Stadio Forum della Guaira         | 31 ottobre 1962  | 1962-63   | 7              | 0                 |
| Tigres de Aragua          | Maracay, Aragua             | Stadio José Pérez Colmenares      | 15 ottobre 1965  | 1965-1966 | 10             | 1                 |

## Campioni
| Leones del Caracas         | 20   | 17        | 2009-2010 |
| Navegantes del Magallanes  | 12   | 13        | 2013-2014 |
| Tigres de Aragua           | 10 9 | 2015-2016 |           |
| Squali della Guaira        | 7    | 6         | 1985-1986 |
| Cardinales de Lara         | 6    | 12        | 2019-2020 |
| Águilas del Zulia          | 6    | 4         | 2016-2017 |
| † Industriales de Valenzia | 4    | 4         | 1962-1963 |
| Caribes de Anzoátegui      | 4    | 3         | 2020-2021 |
| † Sabios del Vargas        | 2    | 1         | 1946-1947 |
| † Indios de Oriente        | 1    | 3         | 1958-1959 |
| † Pastora                  | 1    | 0         | 1953-1954 |
| † Licoreros del Pampero    | 0    | 1         | -         |
| † Scomparsa.               |      |           |           |